# Nome de la Grande Terre

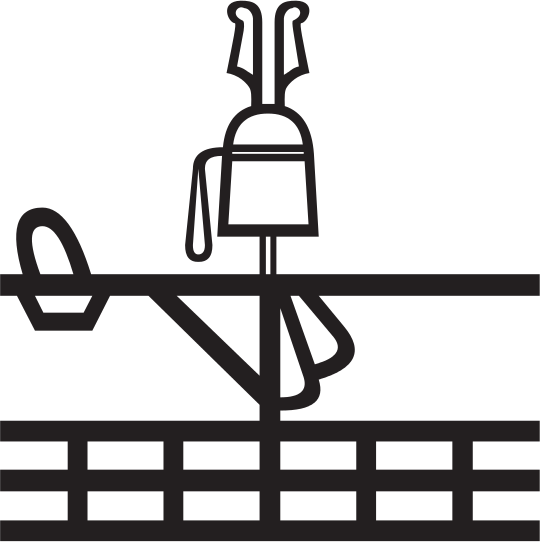
Hiéroglyphe symbole du Nome.

Le nome de la Grande Terre (Tȝ-wr) est l'un des 42 nomes (division administrative) de l'Égypte antique. C'est l'un des vingt-deux nomes de la Haute-Égypte et il porte le numéro huit.

## Géographie
Ce nome faisait près de 63 km de long selon la liste des nomes de Sésostris Ier. Les villes d'Abydos et de Thinis se trouvaient au débouchée de pistes caravanières provenant des oasis occidentales Al-Kharga et Ad-Dakhla, ce qui contribuait à la richesse du nome et ce depuis les plus hautes époques. Le nome était situé entre le nome de la Bât (7e) au sud et le nome de Min (9e) au nord,.

## Histoire
Ce nome est un nome très important tout au long de l'histoire égyptienne, particulièrement de par la ville d'Abydos, centre religieux de premier plan pendant plusieurs millénaires.

### De la période prédynastique à l'Ancien Empire
Dès l'époque prédynastique, la région abydéenne devient l'un des trois principaux centres de la Haute-Égypte à l'origine de la royauté égyptienne avec les villes de Nagada et de Nekhen (Thèbes n'était alors qu'une bourgade sans importance). Abydos étant aujourd'hui la région la plus riche de Haute-Égypte du point de vue agricole, ceci était probablement l'une des raisons de sa richesse dès la période prédynastique. L'autre raison était sa proximité avec les oasis du désert occidental en faisait le partenaire commercial privilégié, servant ainsi de passage obligé pour le commerce de matériaux de prestige comme l'ivoire d'éléphant, des pierres dures particulières ainsi que l'ocre.
La première zone principale de la région est Thinis (toujours non retrouvée) et ses nécropoles : cette ville, qui existait depuis Nagada I, servait de capitale pour les rois prédynastiques locaux, mais, dès les plus hautes époques, la capitale royale fut transférée à Memphis, Thinis devenant alors une simple capitale régionale. Le principal cimetière de la période prédynastique à l'Ancien Empire est Naga ed-Deir situé sur la rive est (une faible utilisation de ce cimetière de la fin de la période Nagada II à la fin de Nagada III, en parallèle au développement du cimetière Oumm el-Qa'ab à Abydos est à noter). L'étude de ce cimetière montre que la population de Thinis a dû rester relativement stable au cours de ces périodes. La nécropole royale de la période se trouvait quant à elle à Oumm el-Qa'ab près d'Abydos. Dès la IIIe dynastie, le pouvoir royal ayant définitivement abandonné Abydos comme nécropole, l'élite locale, probablement très influente, choisit de se faire enterrer dans la nécropole de Beit Khallaf sur la rive ouest, la taille de certains mastabas étant tellement grande que les chercheurs modernes se sont longtemps posés la question si les personnes enterrées dans ces tombes n'étaient pas des rois de la IIIe dynastie. De part la taille des tombes, on suppose que les fonctionnaires de moindre importance étaient enterrés dans la nécropole de Reqâqnah située rive ouest un peu au nord de Beit Khallaf. Ainsi, une stratification sociale se dessine au travers des lieux d'inhumation : l'élite sur la rive ouest, le reste de la population sur la rive est.
La seconde zone principale de la région est Abydos, qui semble avoir été fondée sur la rive ouest au cours de la période de Nagada III. Ceci se reflète dans les villages prédynastiques de la région, ainsi que leurs nécropoles respectives (Hawashim au sud d'Abydos, Es-Salmani au nord d'Abydos, et Naga el-Mashayikh au nord-est d'Abydos sur la rive est) qui déclinent au cours de Nagada III avant de disparaître définitivement à la fin de la période. Le développement continu d'Abydos finit par toucher d'autres villages (El-Mahasna au nord et El-Amra au sud) qui déclinent dès le début de la période thinite avant de disparaitre. La ville d'Abydos continua de s'étendre tout au long de la période thinite et de l'Ancien Empire sans interruption : ce développement est probablement lié, premièrement, au développement de la nécropole royale pendant la période thinite à Oumm el-Qa'ab, dans la continuité de celle de la période prédynastique, et deuxièmement, au développement religieux, notamment avec l'émergence d'Osiris au cours de la Ve dynastie, assimilé au dieu local Khentamentiou. Il est à noter qu'au sud d'Abydos, dans l'actuelle ville de Sinki, le pouvoir royal, au tournant des IIIe et IVe dynasties, a fait construire une pyramide provinciale dont la fonction est peu claire, mais le développement de ces pyramide provinciale en Haute-Égypte devait montrer l'importance pour le pouvoir royal du contrôle de cette région.
Ainsi, si au départ, la région était constituée de plusieurs localités, elles disparurent petit à petit ; à partir de l'Ancien Empire, la population se concentre alors en deux endroits : Thinis et Abydos.

### Périodes postérieures
En parallèle du développement de Thèbes en tant que principale vile de la Haute-Égypte, Abydos se développe à partir du Moyen Empire avec le développement à grande échelle du culte d'Osiris-Khentamentiou. Cette ville devient alors l'un des centres religieux des plus importants avec un pèlerinage annuel à partir du Moyen Empire, principalement à partir du règne de Sésostris Ier qui reconstruit le temple d'Osiris-Khentamentiou qui datait des Ve et VIe dynasties. Le site devient même nécropole royale avec Sésostris III puis sous la XIIIe dynastie. Pendant la Deuxième Période intermédiaire, Abydos devient peut-être capitale d'une dynastie local avec une nécropole royale, comme le suggère le fouilleur de la dite nécropole Josef Wegner, ou bien celle de rois thébains de la XVIe dynastie, comme le suggère Julien Siesse. Dès le début du Nouvel Empire, Ahmôsis Ier construit un ensemble funéraire pour lui-même ainsi que sa grand-mère Tétishéri, attestant du rayonnement du site pour la royauté, pendant que le reste du peuple continuait la pratique du pèlerinage. Au cours du Nouvel Empire, les trois premiers rois de la XIXe dynastie construisent chacun un monument à la fois en leur honneur mais aussi en l'honneur d'Osiris. Osiris sera l'un des grands dieux de la période avec Amon(-Rê), Rê et Ptah.
Sous la dynastie lagide, dès le règne de Ptolémée Ier, une nouvelle ville nommée Ptolémaïs a été fondée pour être la capitale de la Thébaïde, à la place de Thèbes, à l'emplacement d’un village indigène appelé Psoï, elle reçoit dès l’origine le statut de cité grecque. Le culte de son fondateur est encore attesté à l'époque romaine. Pour la différencier d'autres agglomérations ayant reçu le nom de Ptolémaïs, elle était parfois désignée comme Ptolémaïs Hermiou, elle était située sur la rive droite du Nil.

## Divinités locales
Khentamentiou, littéralement « Celui-qui-préside les Occidentaux (les défunts) », est le dieu funéraire d'Abydos depuis au moins la période thinite comme l'attestent des sceaux des rois Den et Qâ. Il est possible que ce dieu était déjà une forme d'Osiris dès cette époque, ce qu'il sera effectivement bien plus tard, au plus tard pendant la Première Période intermédiaire, mais cela est loin d'être certain.
Le grand dieu d'Abydos, à partir de la Première Période intermédiaire, est en tout cas Osiris, dont le temple était situé à ce qui est appelé aujourd'hui le Kôm es-Sultan, dans le secteur nord du site,. Le tombeau du roi Djer de la Ire dynastie dans le cimetière d'Oumm el-Qa'ab servira même de tombeau d'Osiris et ce dès le Moyen Empire jusqu'à la Basse Époque.
Le grand dieu de Thinis était Anhour, également vénéré à Sebennytos dans le delta à la Basse Époque.

## Lieux principaux
- Abou Tisht
- Abydos
  - Oumm el-Qa'ab
  - Ouah-Sout
  - Sinki (voir pyramide de Sinki)
- Hawashim
- Es-Salmani
- El-Mahasna
- El-Amra

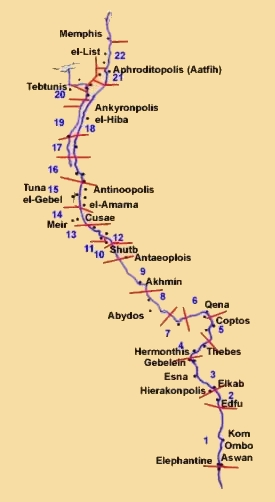
Les nomes de Haute-Égypte

- Lépidotonpolis (village moderne de Naga el-Mashayikh)
- Thinis
  - Naga ed-Deir
  - Beit Khallaf
  - Reqâqnah
- El-Balyana
- Ptolémaïs
  - El-Hagarsa (nécropole)
- El-Balabish